# Новая Рыбиха
Новая Рыбиха — деревня в Карамышевской волости Псковского района Псковской области России.
Расположена на правом берегу реки Черёха, в 8 км к юго-востоку от села Карамышево и в 38 км к востоку от центра города Пскова.
Численность населения деревни по состоянию на 2000 год составляла 7 человек.